# جورج هنري شابمان
جورج هنري شابمان (بالإنجليزية: George Henry Chapman)‏ هو ضابط أمريكي، ولد في 22 نوفمبر 1832 في هولاند في الولايات المتحدة، وتوفي في 16 يونيو 1882 في إنديانابوليس في الولايات المتحدة.